# باران‌های موسمی آمریکای شمالی

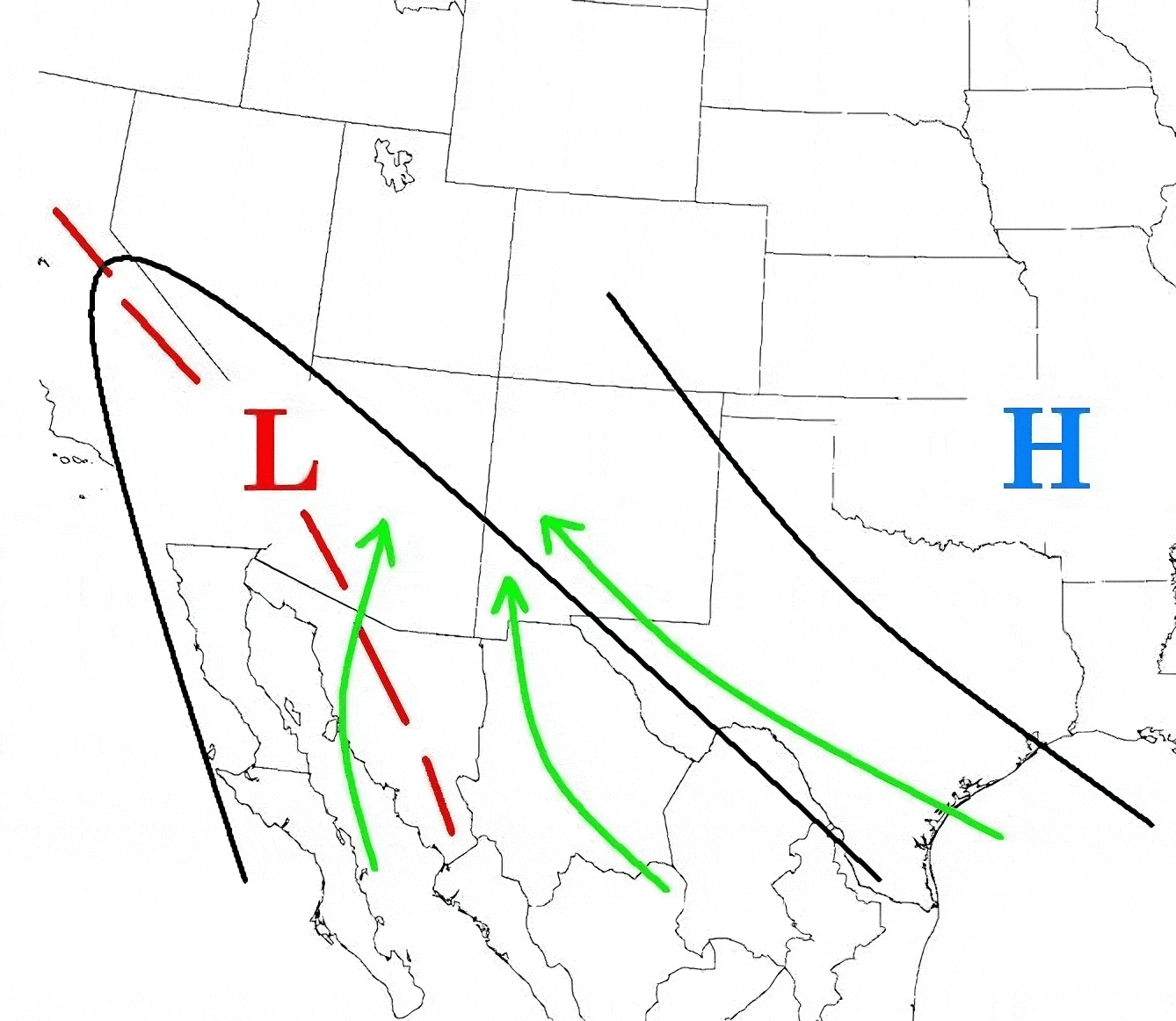
نقشه هواشناسی در این فصل

باران‌های موسمی آمریکای شمالی (به انگلیسی: North American Monsoon) به وضعیت آب‌وهوای خاصی گویند که در ماه ژوئیه و سپتامبر هر سال در ایالت‌های جنوب غربی آمریکا رخ می‌دهد.
این باران‌ها معمولاً در آریزونا و شمال مکزیک بیشینه شدت خود را دارند.